# ピミアナカス
ピミアナカス（Phimeanakas、ピミエン・アカス寺院、クメール語: ប្រាសាទភិមានអាកាស, Prasat Phimean Akas〈ヴィミヤン・アーカス、Vimeanakas、クメール語: ប្រាសាទវិមានអាកាស, Prasat Vimean Akas〉）は、カンボジアのアンコール遺跡群のうちアンコール・トムの王宮の周壁内にあるクリアン様式のヒンドゥー教寺院であり、「天上の寺院」（英: ‘Celestial Temple’）、「空中の宮殿」（英: ‘Aerial Palace’ ）とも称される。

## 時代
ラージェンドラヴァルマン2世（在位944-968年）統治時代の10世紀末に建造され、次いでスーリヤヴァルマン1世（在位1002-1050年）の統治時代に完成したとされる。建造の開始については、10世紀初頭のヤショーヴァルマン1世（在位889-910年）の時代に着手されたとする説もある。

## 構造
ピミアナカスは、5か所の塔門（ゴープラム、gopuram）のある東西600メートル、南北250メートルの周壁に囲まれた王宮の中央に位置し、そこに居住した歴代の王が儀式をおこなうための寺院であった。東西35メートル、南北28メートルのピミアナカスは3層構造であり、須弥山（メル山）を象徴する。ラテライトの基壇において、1層目は水面、2層目は地面、3層目は天空を表現しており、その四面には最上段に至る階段を備える。3層ピラミッド構造のヒンドゥー教寺院の最上段は砂岩の回廊に囲まれるが、これは装飾的な擬似回廊であり、その中心に1基の塔堂（中央祠堂）がある。周達觀が記した『真臘風土記』によれば、塔はかつて金色の尖塔に覆われていた。

## 伝説

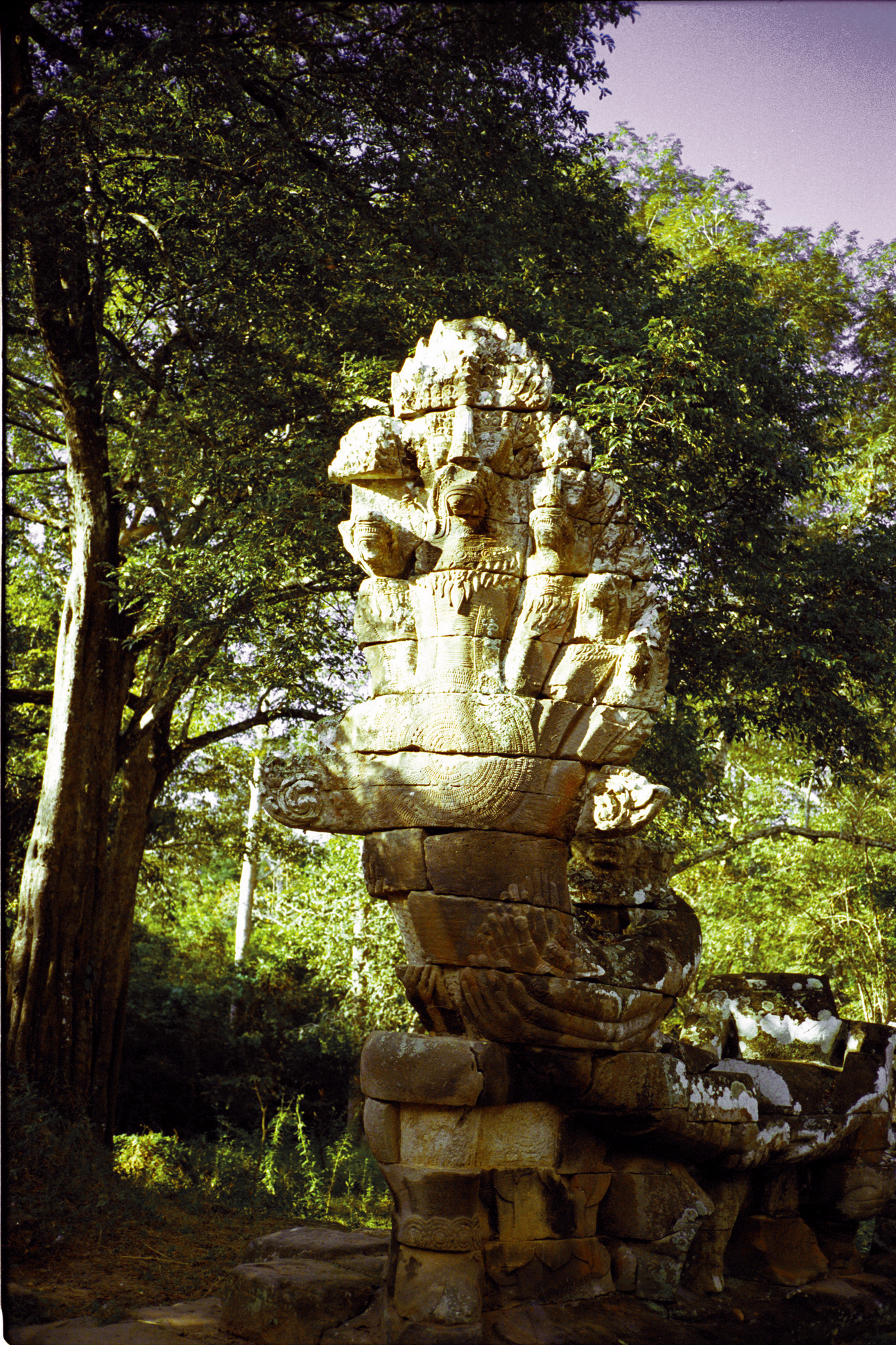
ピミアナカスのナーガ

伝説によると、王は、塔の中にいるナーガが姿を変えたという女性と夜毎逢瀬を過ごし、その間、女王さえ立ち入ることは許されなかった。二度目の時にだけ、王は女王と宮殿に戻った。もしクメールの最高主であるナーガが夜に姿を現さなければ、王の余命は幾ばくもなく、王が姿を見せなければ、災難が王の土地を襲うであろうとされた。